# Xã Logan, Quận Peoria, Illinois
Xã Logan (tiếng Anh: Logan Township) là một xã thuộc quận Peoria, tiểu bang Illinois, Hoa Kỳ. Năm 2010, dân số của xã này là 3.192 người.